# ヤナギクラゲ
ヤナギクラゲ（Chrysaora helvola）は、ヤナギクラゲ属に属するクラゲの一種である。

## 特徴
10cm。アカクラゲより傘の形が扁平。24本の触手を持つ。口腕はリボン状に伸びている（ヤナギクラゲ属の特徴）。足がオレンジ色で、傘にはオレンジ色の筋が入る。
似た種で、ニチリンヤナギクラゲが存在する。